# Kastja
Koordinaten: 58° 47′ N, 24° 7′ O
Kastja ist ein Dorf (estnisch küla) in der Landgemeinde Lääne-Nigula (bis 2017: Landgemeinde Kullamaa) im Kreis Lääne in Estland.

## Einwohnerschaft und Lage
Der Ort hat fünf Einwohner (Stand 31. Dezember 2011).
Er liegt im äußersten Südosten der Landgemeinde, nordwestlich des Flusses Kasari (Kasari jõgi).